# Réseau français des instituts d'études avancées
Le réseau français des instituts d’études avancées est une fondation de coopération scientifique déclarée d'utilité publique créée par décret, en mars 2007. C'est le seul RTRA en sciences humaines et sociales. Le RFIEA a pour fonction de donner à la recherche en sciences humaines et sociales en France une visibilité aux échelles nationale et internationale.
Le RFIEA met en réseau quatre instituts d'études avancées : 
- l'IEA de Paris, qui regroupe 13 établissements d'enseignement supérieur et de recherche parisiens et franciliens, sous la présidence de la Fondation Maison des sciences de l'homme ;
- le Collegium de Lyon, qui regroupe 16 établissements d'enseignement supérieur et de recherche rhônalpins, sous la présidence de l'ENS de Lyon ;
- l'IMéRA, qui regroupe les universités d'Aix-Marseille ;
- l'Institut d'études avancées de Nantes (IEA-Nantes), fondation reconnue d'utilité publique.

Depuis 2013, Didier Viviers en est le président.